# Nova sela
Nova sela so naselje v Občini Kostel.